# Felestad (by)
Felestad är kyrkbyn i Felestads socken i Svalövs kommun i Skåne, belägen söder om centrala Svalöv och numera en del av tätorten Svalöv. Här finns Felestads kyrka.